# Alejandro Vergara Sharp
Alejandro Vergara Sharp (Washington D. C., octubre de 1960) es historiador del arte, especialista en Rubens y jefe del Área de Conservación de Pintura Flamenca y Escuelas del Norte en el Museo del Prado.

## Formación y actividad académica
Hijo de padre español y madre estadounidense, y nieto del que fuera secretario de la Fuerza Aérea de los Estados Unidos con Dwight D. Eisenhower, Dudley C. Sharp, es doctor en Historia del Arte por el Institute of Fine Arts, New York University, con una tesis doctoral dedicada a la relación de Rubens con España, dirigida por Jonathan Brown. Asimismo, desde 1999 es funcionario de carrera del Cuerpo Facultativo de Conservadores de Museos de España. Es especialista en la obra de Rubens, en la pintura flamenca de los siglos XVI y XVII y también ha investigado sobre el arte del siglo XX.
Ha sido profesor en la Universidad de California San Diego, Columbia University de Nueva York, la Universidad Carlos III de Madrid y en el Institute of Fine Arts (New York University), y desde 2003 es conservador jefe del área de pintura flamenca y escuelas del norte del Museo del Prado, donde se encuentra el mayor fondo museístico de pintura de Rubens y alrededor de mil pinturas a su cargo.

## Actividad profesional
En el Museo del Prado ha comisariado numerosas exposiciones, entre las que destacan: Rembrandt. Pintor de historias (2008); Lepanto. Cy Twombly (2008); El joven Van Dyck (2012-2013, con Friso Lammertse); Rubens. El Triunfo de la Eucaristía (2014, con itinerancia en Museo Getty de Los Ángeles y MFA Houston); El arte de Clara Peeters (2016-2017, premio de la Asociación de mujeres artistas Blanco, Negro y Magenta, con itinerancia en Amberes); Rubens. Pintor de bocetos (2018, con Friso Lammertse e itinerancia en Róterdam); Velázquez, Rembrandt, Vermeer. Miradas afines (2019), que fue la exposición de pintura antigua más visitada del mundo en ese año, según The Art Newspaper,) y Pasiones mitológicas. Tiziano, Veronese, Allori, Rubens, Ribera, Poussin, Van Dyck, Velázquez (2021, con Miguel Falomir). En 2022 ha sido comisario junto con el perfumista Gregorio Sola de la exposición celebrada en el Museo del Prado La esencia de un cuadro. Una exposición olfativa.
Ha sido narrador y responsable del contenido de dos documentales producidos por el Museo del Prado y el Centro de Estudios Europa Hispánica, dirigidos por Miguel Ángel Trujillo: Patinir. La invención del paisaje (2007), como responsable de la primera exposición monográfica dedicada a este pintor, a la vez que director y editor del catálogo crítico de su obra, y Rubens: El espectáculo de la vida (2010).
Es profesor de los cursos en línea (mooc) de la plataforma edX, a través de la Universidad Carlos III de Madrid: European Painting. From Leonardo to Rembrandt to Goya (con edición en español).

## Publicaciones
- Vergara, A. dir. (1996). Diccionario de Arte Español. Alianza Editorial.
- Vergara, A. (1999). Rubens and His Spanish Patrons. Cambridge University Press.
- Vergara, A. (2001). Las tres Gracias de Rubens. TF Editores.
- Vergara, A. y F. Lammerste (2013). El Joven Van Dyck. Museo del Prado.[19]
- Vergara, A. (2022). Que es la calidad en el arte. Tres Hermanas.